# Communauté d'agglomération de Villefranche-sur-Saône
La communauté d'agglomération de Villefranche-sur-Saône est une ancienne communauté d'agglomération française, située dans le département du Rhône en région Rhône-Alpes. 
Elle a fusionné avec ses voisines pour former, le 1er janvier 2013 la communauté d'agglomération Villefranche Beaujolais Saône, dite  Agglo Villefranche Beaujolais.

## Historique
En 1962, les quatre communes d'Arnas, de Gleizé, Limas et Villefranche-sur-Saône se regroupent pour former le district de Villefranche-sur-Saône. En 1971, un projet de fusion des communes n'aboutit pas. En 2002, la législation transforme le district en communauté de communes de l’agglomération de Villefranche-sur-Saône.
Le 1er janvier 2006, la structure devient enfin une communauté d'agglomération, la seule ayant son siège dans le département du Rhône. 
Évolution de l'intercommunalité

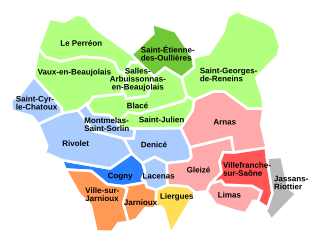
Carte de la communauté d'agglomération Villefranche Beaujolais Saône

En janvier 2011, la CAVIL propose à un certain nombre de communes de l'Ain d'intégrer la communauté d'agglomération. La proposition est faite aux communes d'Ambérieux-en-Dombes, Ars-sur-Formans, Beauregard, Fareins, Frans, Jassans-Riottier, Rancé et Savigneux, membres de la communauté de communes Porte ouest de la Dombes, ainsi qu'aux communes indépendantes de Chaleins, Messimy-sur-Saône et Villeneuve,.
Les habitants de la commune de Beauregard étaient grandement intéressés pour rejoindre la CAVIL mais la maire ne le souhaitait pas pour des raisons budgétaires et Frans refuse cette proposition. Par ailleurs, Jassans-Riottier a déjà un pied dans la CAVIL puisque la commune utilisait le réseau de bus de la communauté, Libellule. En outre, la commune de Saint-Georges-de-Reneins, auparavant opposée à intégrer la CAVIL, refuse finalement le 18 septembre 2012 de former une communauté avec Beaujeu et préfère se rapprocher de Villefranche.
L’arrêté préfectoral du 19 décembre 2011 relatif au schéma départemental de coopération intercommunale décide du regroupement des intercommunalités et communes suivantes, malgré d'importantes réticences de certaines d'entre-elles :
- La communauté d’agglomération de Villefranche-sur-Saône (CAVIL) regroupant Arnas, Gleizé, Limas et Villefranche-sur-Saône.
- La communauté de communes Beaujolais Nizerand Morgon regroupant Cogny, Denicé, Lacenas, Montmelas-Saint-Sorlin, Rivolet et Saint-Cyr-le-Chatoux.
- La communauté de communes Beaujolais Vauxonne regroupant Blacé, Le Perréon, Saint-Étienne-des-Oullières, Saint-Georges-de-Reneins, Saint-Julien, Salles-Arbuissonnas-en-Beaujolais et Vaux-en-Beaujolais.
- Les trois communes de Jarnioux, Liergues et Ville-sur-Jarnioux dans le Rhône.
- La commune de Jassans-Riottier dans l'Ain.

Soit un total de 21 communes pour une population de 78 450 habitants. En juillet 2013, le nom de la future communauté et la répartition des sièges au conseil entre les différentes communes est décidée. 
Par l'arrêté préfectoral du 16 mai 2013, la fusion est entérinée et prend effet le 1er janvier 2014 sous le nom de communauté d'agglomération Villefranche-Beaujolais-Saône.

## Territoire communautaire

### Géographie
La communauté se composaitde quatre communes regroupant 51 030 habitants en 2012 : Villefranche-sur-Saône  (35 246 habitants), Arnas (3 316 hab.),  Gleizé  (7 960 hab.)  et  Limas (4 508 hab.). La ville de Villefranche-sur-Saône représentait donc  69 % de la population de l’agglomération.

### Composition
La communauté d'agglomération regroupait 4 communes :
- Arnas
- Gleizé
- Limas
- Villefranche-sur-Saône

### Communes limitrophes
Dans le Rhône (département)
- Saint-Georges-de-Reneins
- Saint-Julien (Rhône)
- Denicé
- Lacenas
- Liergues
- Pommiers (Rhône)
- Anse (Rhône)

Dans l'Ain (département)
- Saint-Bernard (Ain)
- Jassans-Riottier
- Beauregard (Ain)
- Fareins
- Messimy-sur-Saône

### Galerie

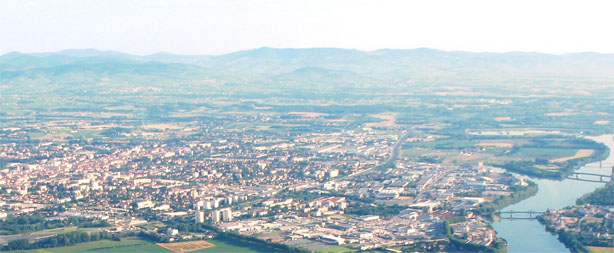
L'agglomération de Villefranche-sur-Saône.
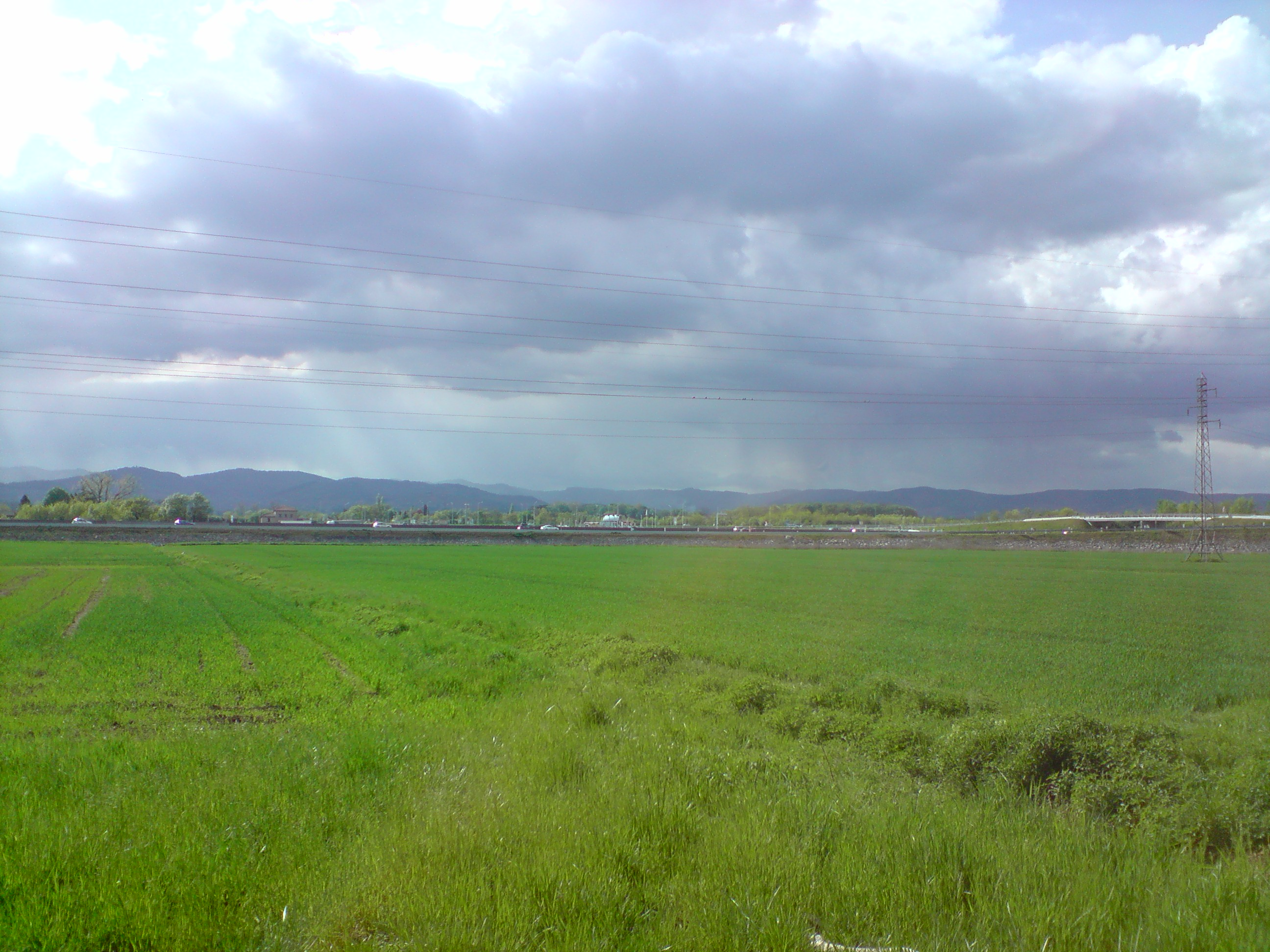
Le nord de l'agglomération.
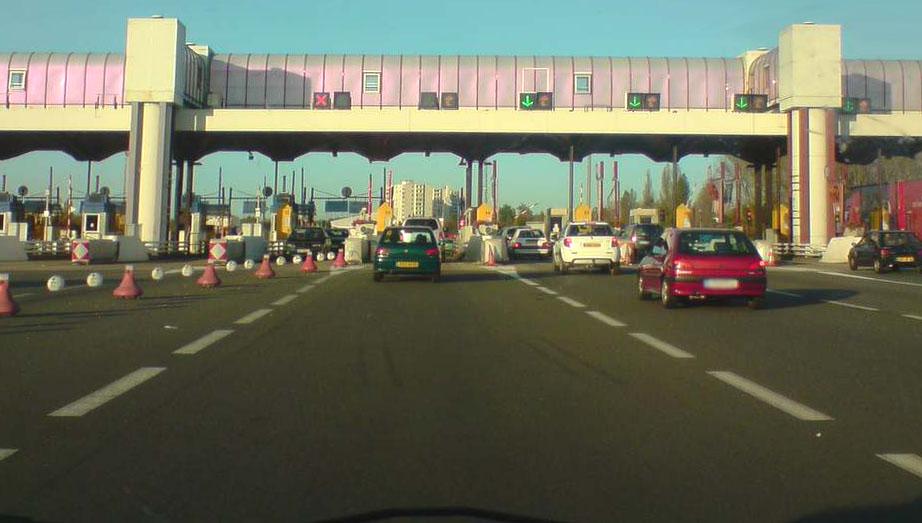
Le péage autoroutier de Villefranche-Limas sur l'A6.
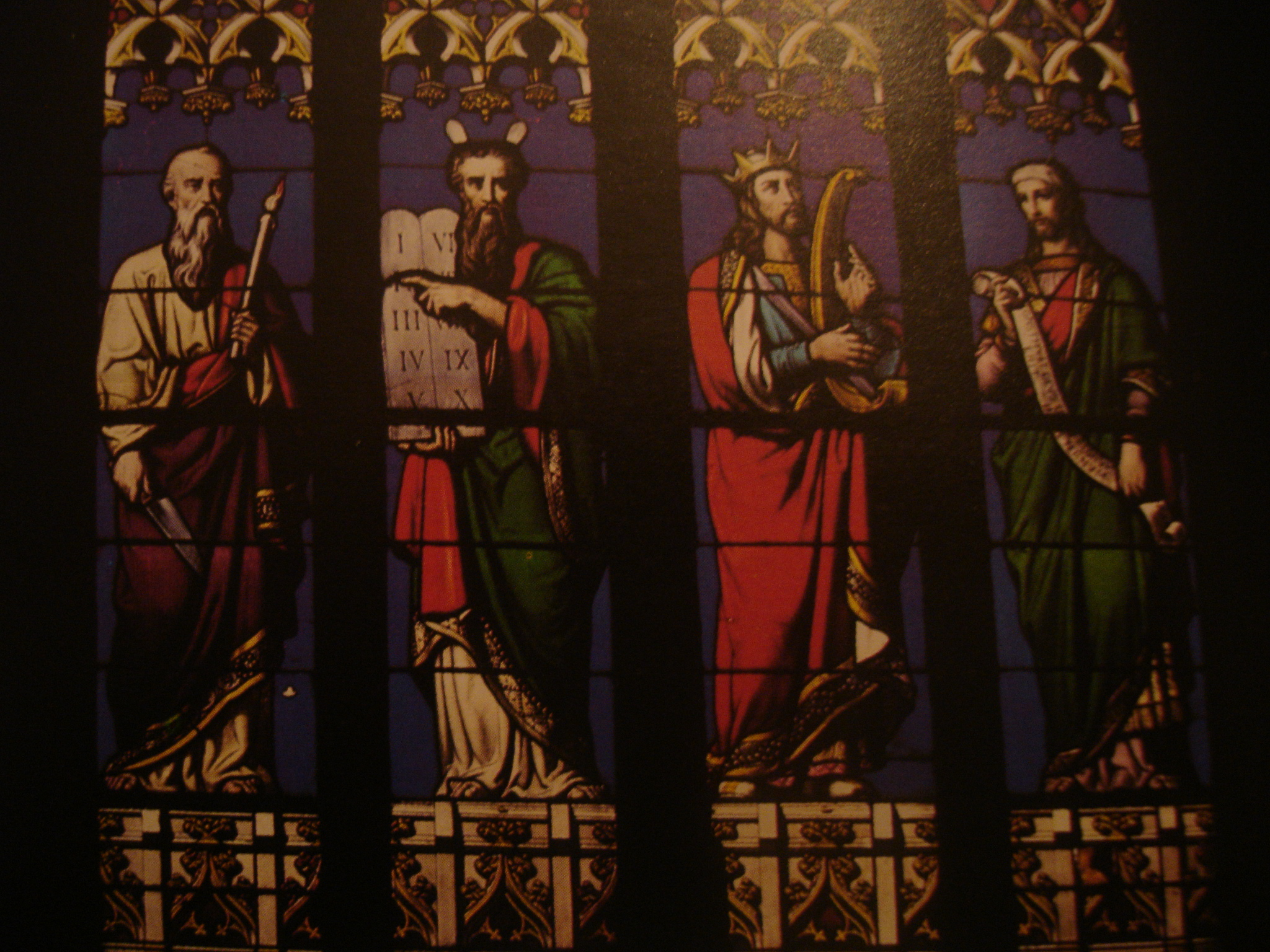
Vitraux de la collégiale Notre Dame des Marais de Villefranche-sur-Saône.
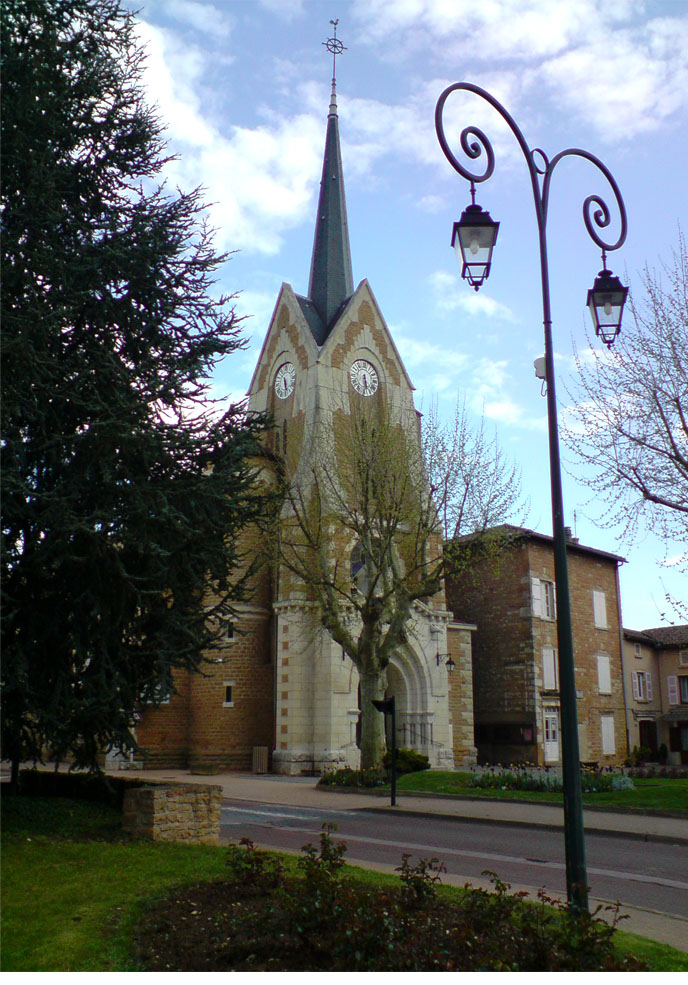
Église Saint-Saturnin d'Arnas.
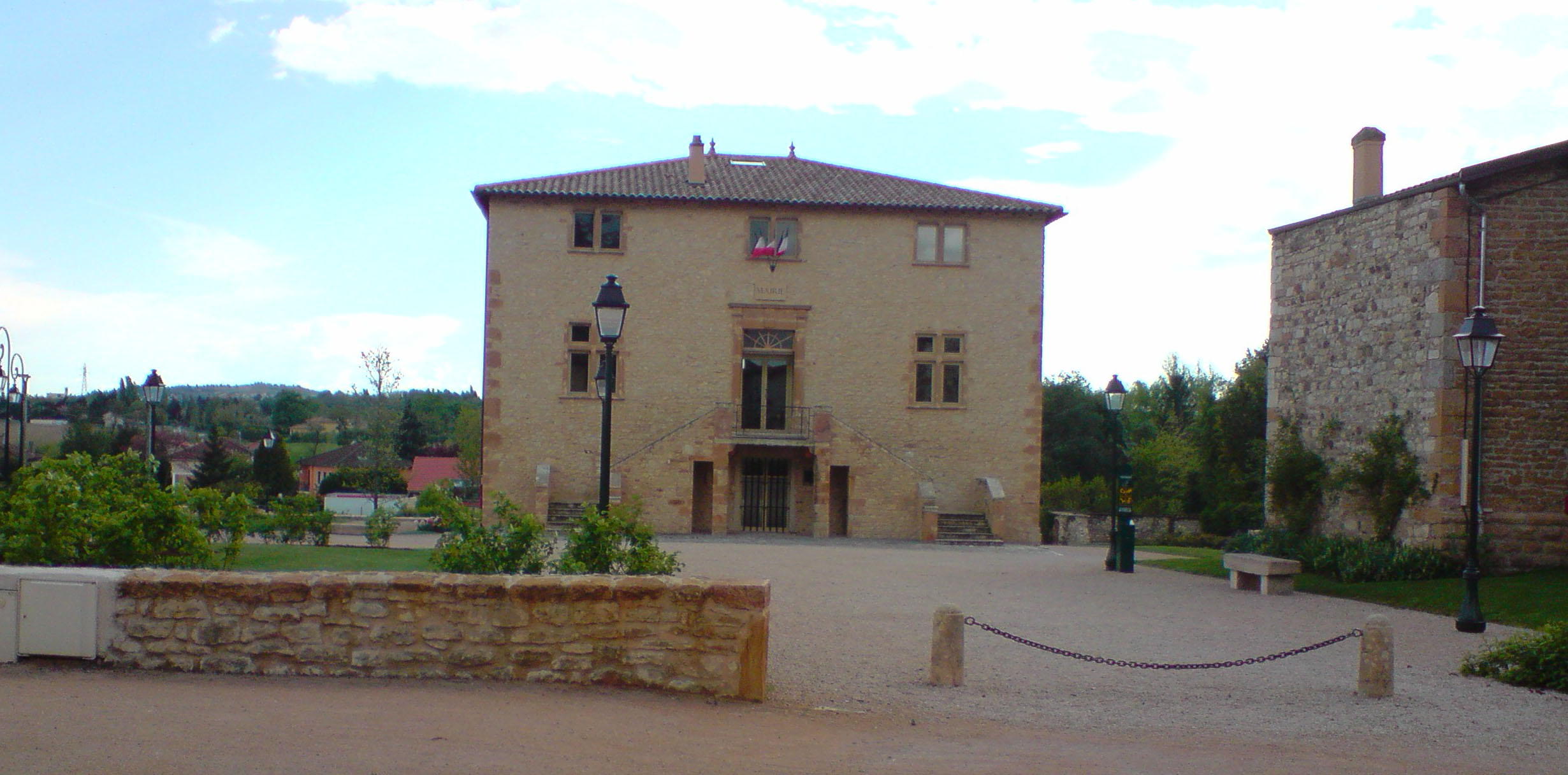
Mairie d'Arnas.
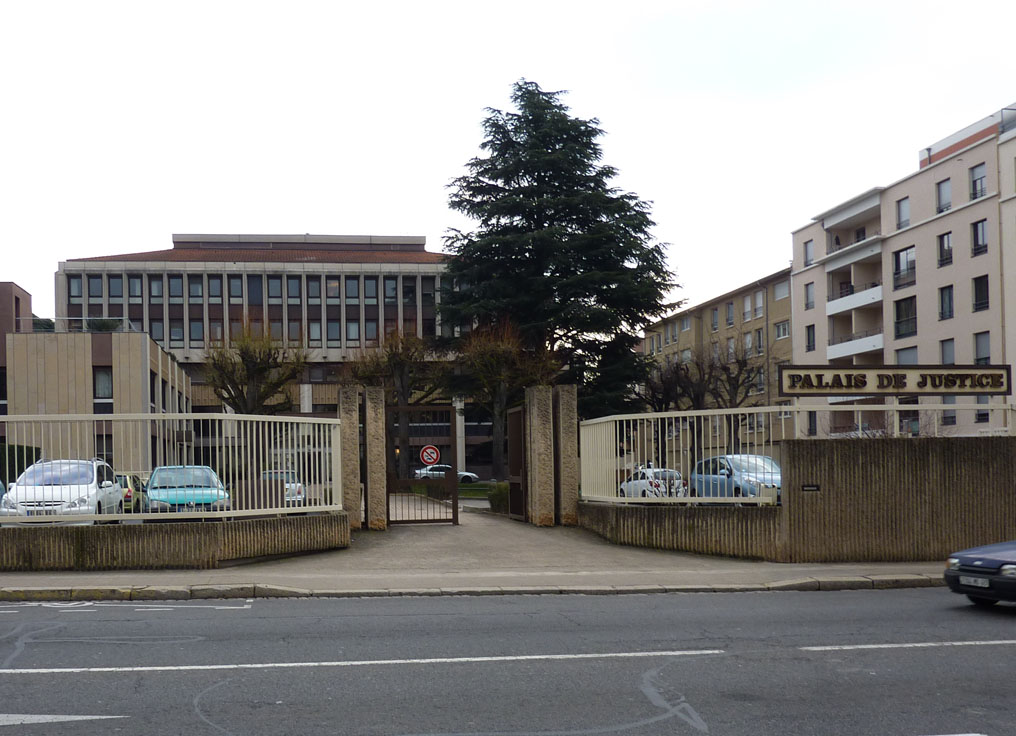
Le palais de justice.
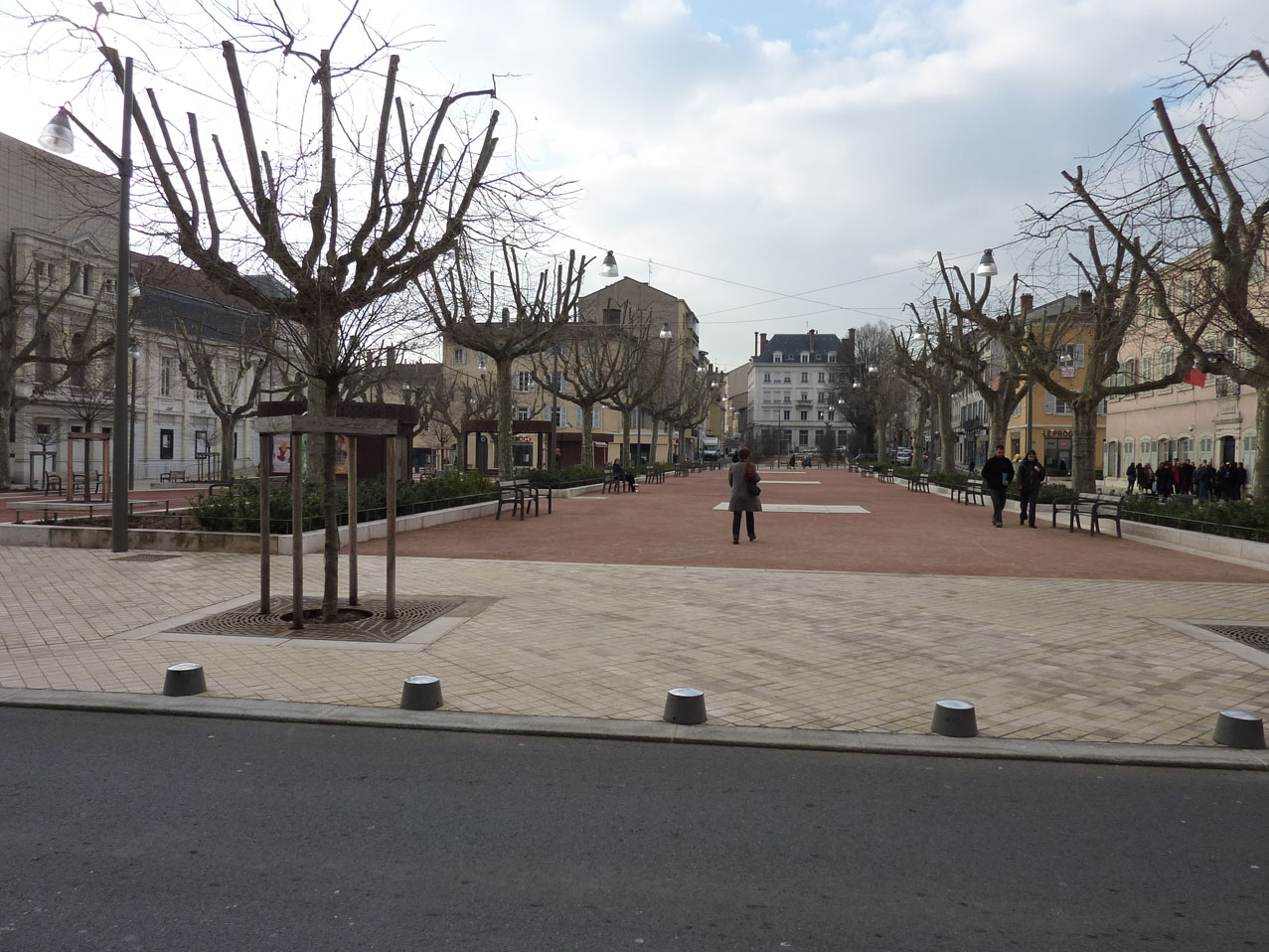
Place des Arts.
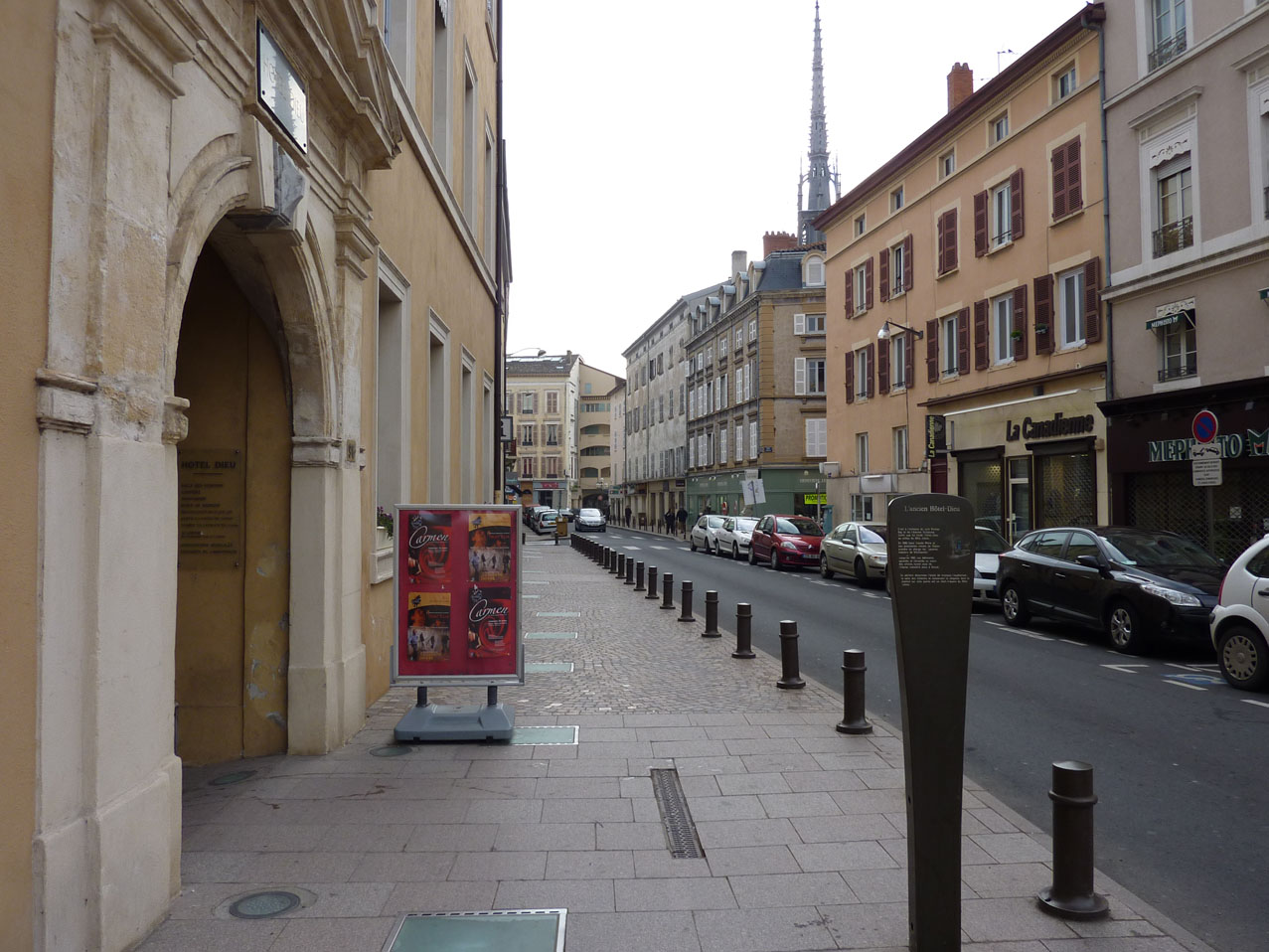
Rue de la Sous-Préfecture.
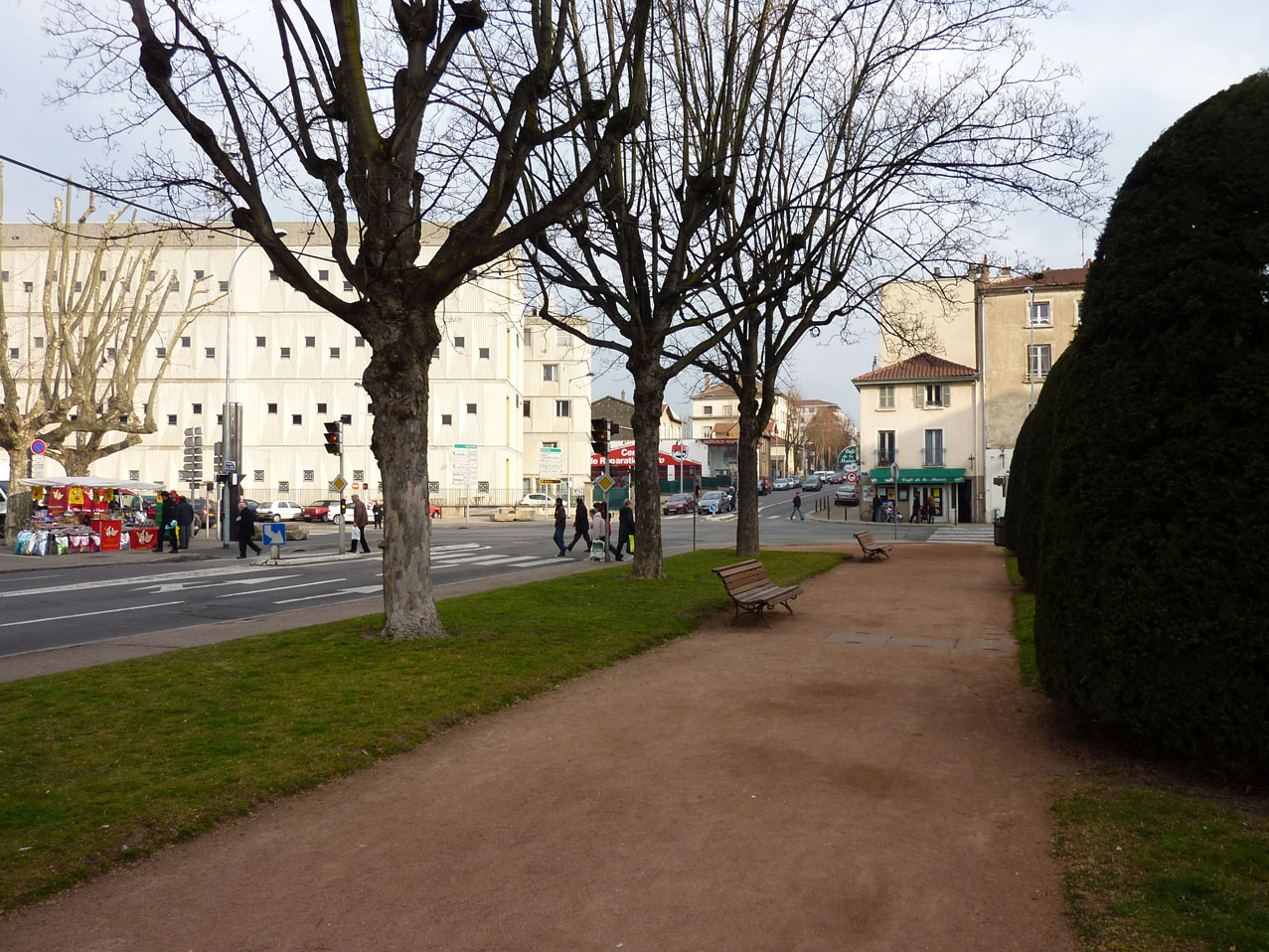
Boulevard Jean Jaurès.
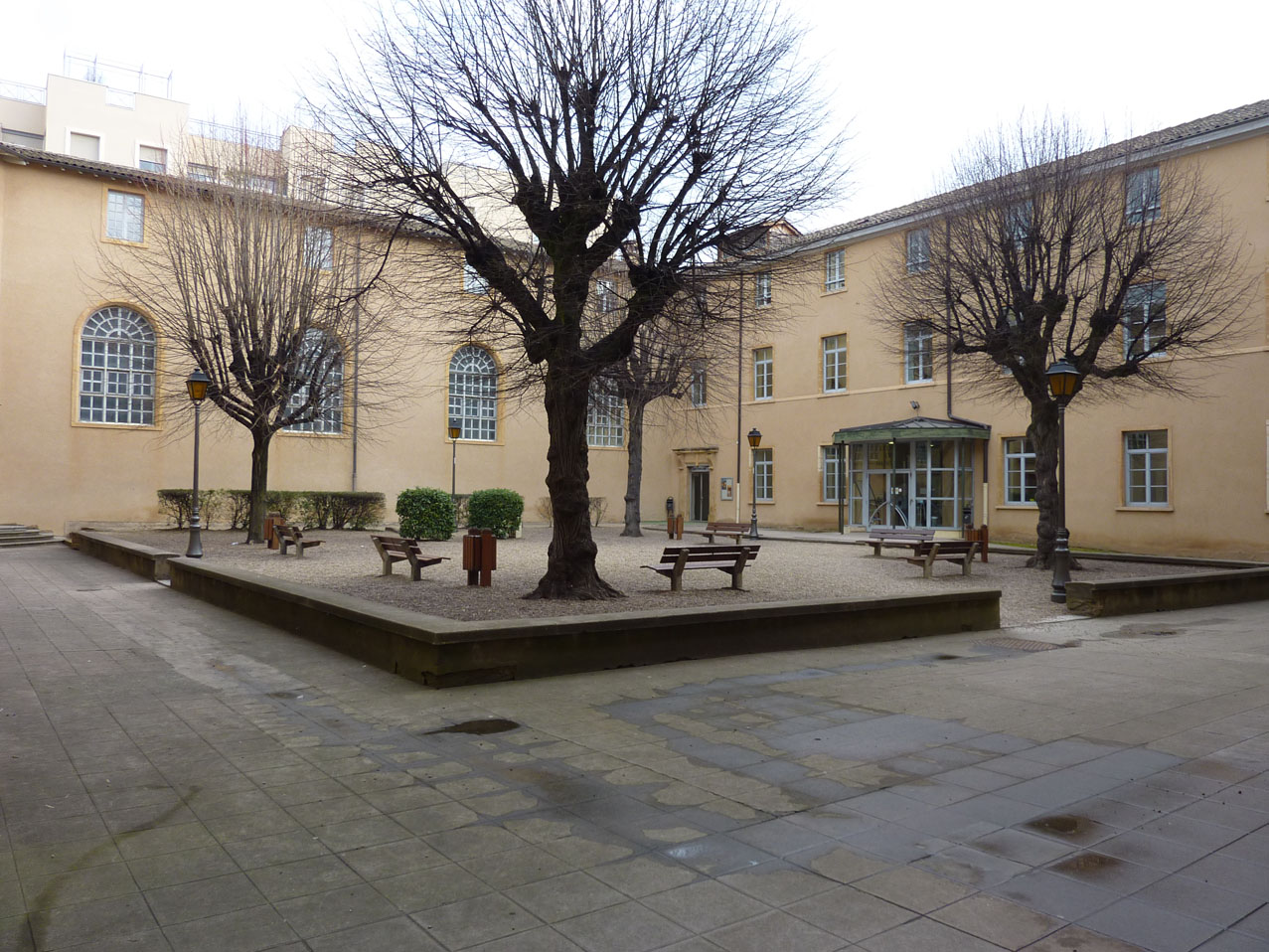
Cour intérieure de l'Hôtel-Dieu de Villefranche-sur-Saône.
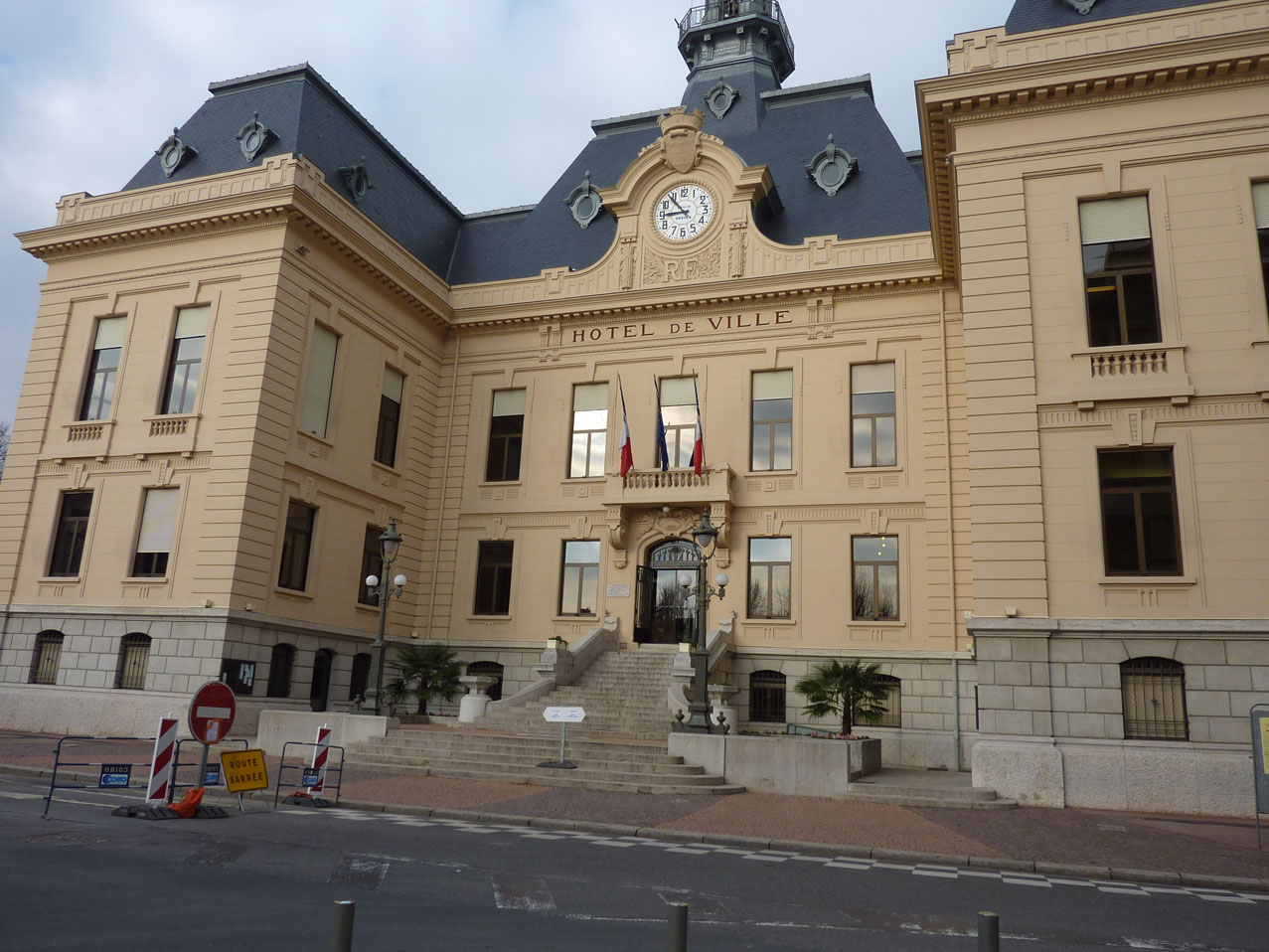
Hôtel de ville de Villefranche.
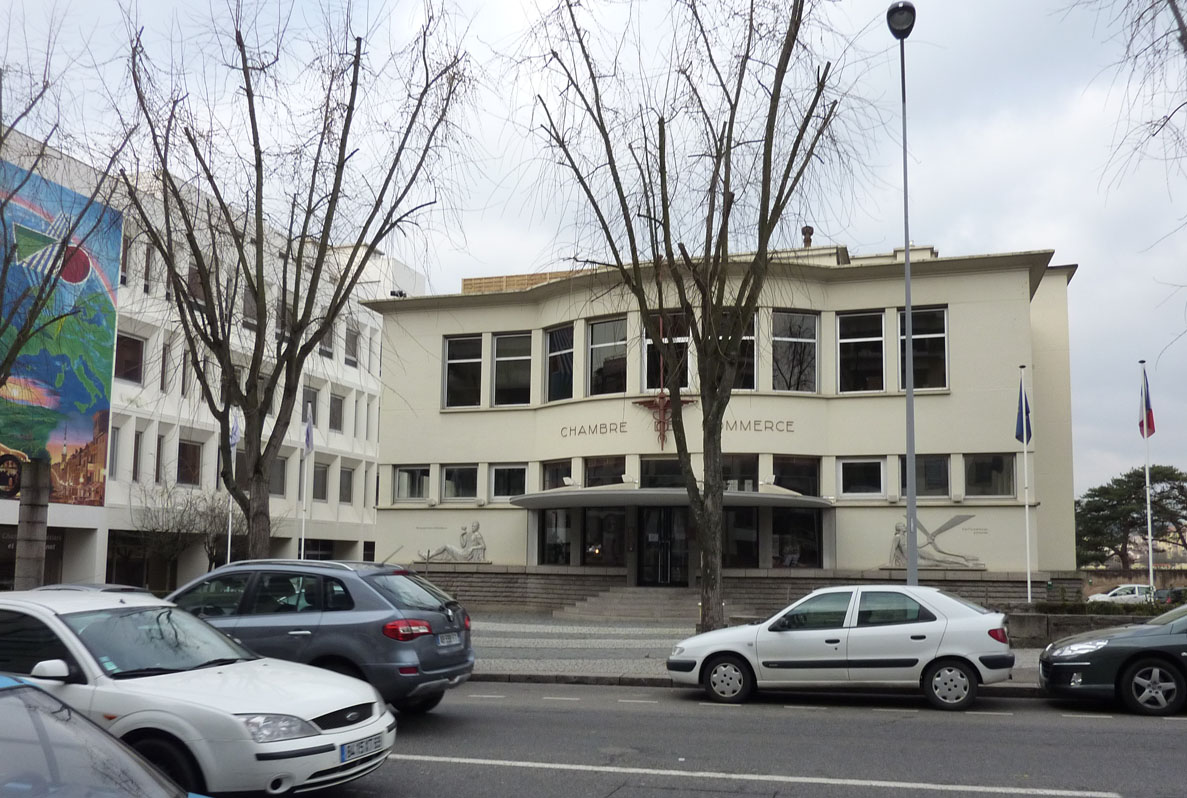
Chambre de commerce et d'industrie de Villefranche et du Beaujolais.
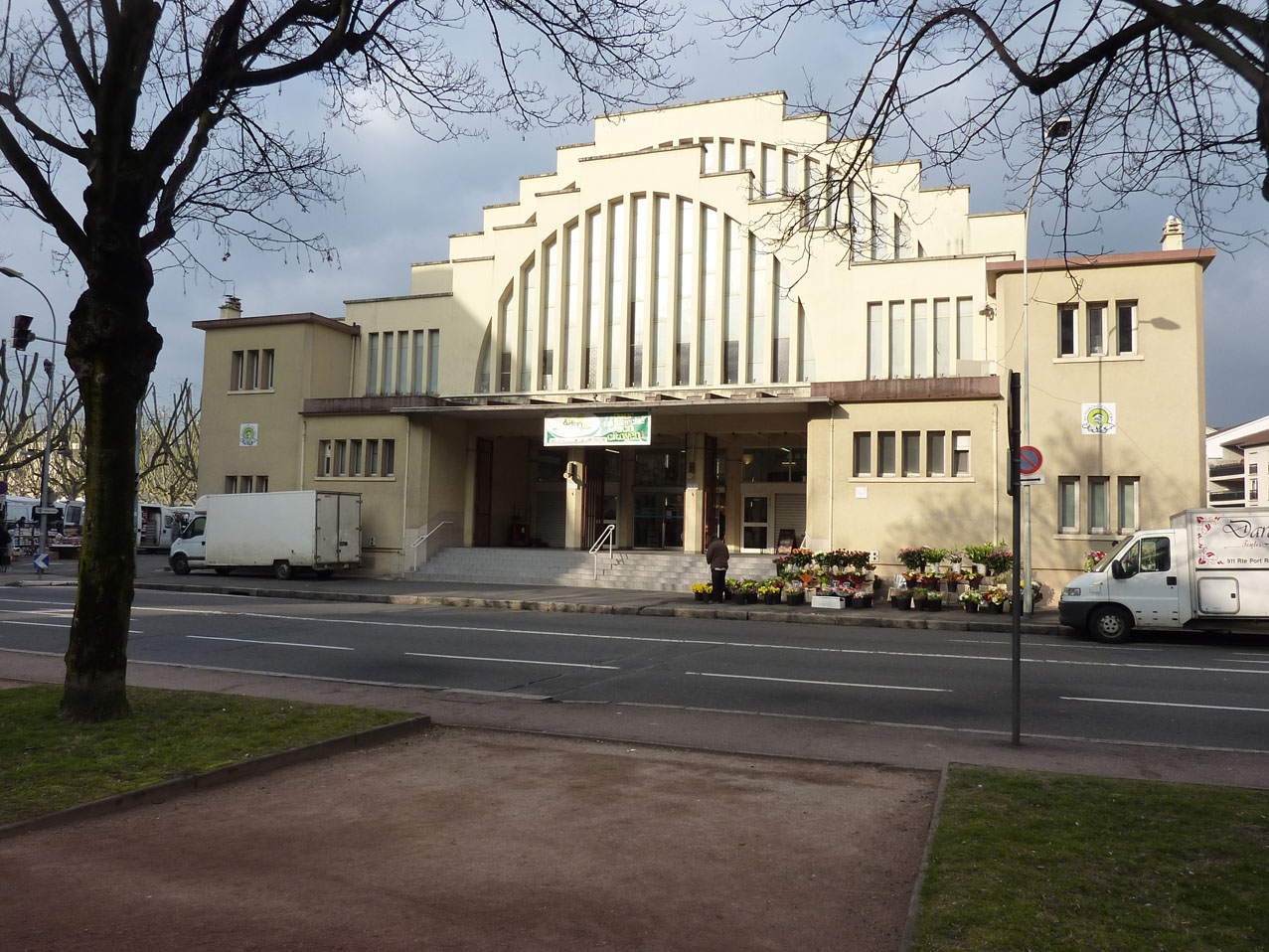
Marché couvert de Villefranche.

## Organisation

### Siège
Le siège de la communauté d'agglomération était en mairie de Villefranche-sur-Saône.

### Élus
La communauté d'agglomération était administrée par son conseil communautaire, composé de  conseillers municipaux représentant les communes membres répartis comme suit en fonction de leur population[réf. nécessaire] : 

- 15 sièges pour Villefranche-sur-Saône ;

- 7 délégués pour Gleizé ;

- 5 délégués pour Arnas et Limas ;

Le président de l'intercommunalité était  généralement un des élus de Villefranche-sur-Saône tandis que les vice-présidents étaient les maires des différentes communes.

### Liste des présidents
| Période                                  | Période       | Identité       | Étiquette | Qualité |
| ---------------------------------------- | ------------- | -------------- | --------- | --- |
| Les données manquantes sont à compléter. |               |                |           | |
| 2003                                     | avril 2008    | Bernard Perrut | UMP       | Avocat Maire-adjoint (1989 → 2008) puis maire (2008 → 2017) de Villefranche-sur-Saône Député du Rhône (9e circ.) (1997 → )                |
| avril 2008                               | décembre 2013 | Jean Picard    |           | Architecte-paysagiste Adjoint au maire de Villefranche-sur-Saône (2001 → 2014) Président de l'Agglo Villefranche Beaujolais (2014 → 2014) |

### Compétences
L'intercommunalité exerçait les compétences que lui avaient transférées les communes membres; dans le cadre des dispositions du code général des collectivités territoriales. Il s'agissait[réf. nécessaire] :
Compétences obligatoires
- développement économique
- aménagement de l'espace
- logement
- politique de la ville

Compétences optionnelles
- création ou aménagement, entretien de voirie d'intérêt communautaire
- création ou aménagement et gestion de parcs de stationnement d'intérêt communautaire
- protection et mise en valeur de l'environnement et du cadre de vie
- élimination et valorisation des déchets des ménages, collecte sélective
- construction et aménagement, entretien et gestion d'équipements culturels et sportifs d'intérêt communautaire

Compétences facultatives
- lutte contre l'incendie
- assainissement
- eau
- action sociale d'intérêt communautaire
- enseignement

La CAVIL a des compétences pour certaines écoles de l'agglomération[réf. nécessaire] :
| - École Armand-Chouffet - École de la Chartonnière - École Jacques-Prévert | - École Jean-Bonthoux - École Pierre-Montet - École Georges-Brassens - École Jean-Macé |

### Régime fiscal et budget
La CAVIL était un établissement public de coopération intercommunale à fiscalité propre.
Afin de financer l'exercice de ses compétences, et comme toutes les communautés d'agglomération, l'intercommunalité percevait la fiscalité professionnelle unique (FPU) – qui a succédé à la taxe professionnelle unique (TPU) – et assure une péréquation de ressources entre les communes résidentielles et celles dotées de zones d'activité.
Elle percevait également une taxe d'enlèvement des ordures ménagères (TEOM), qui finance le fonctionnement de ce service public.

## Réalisations

### Transports en commun

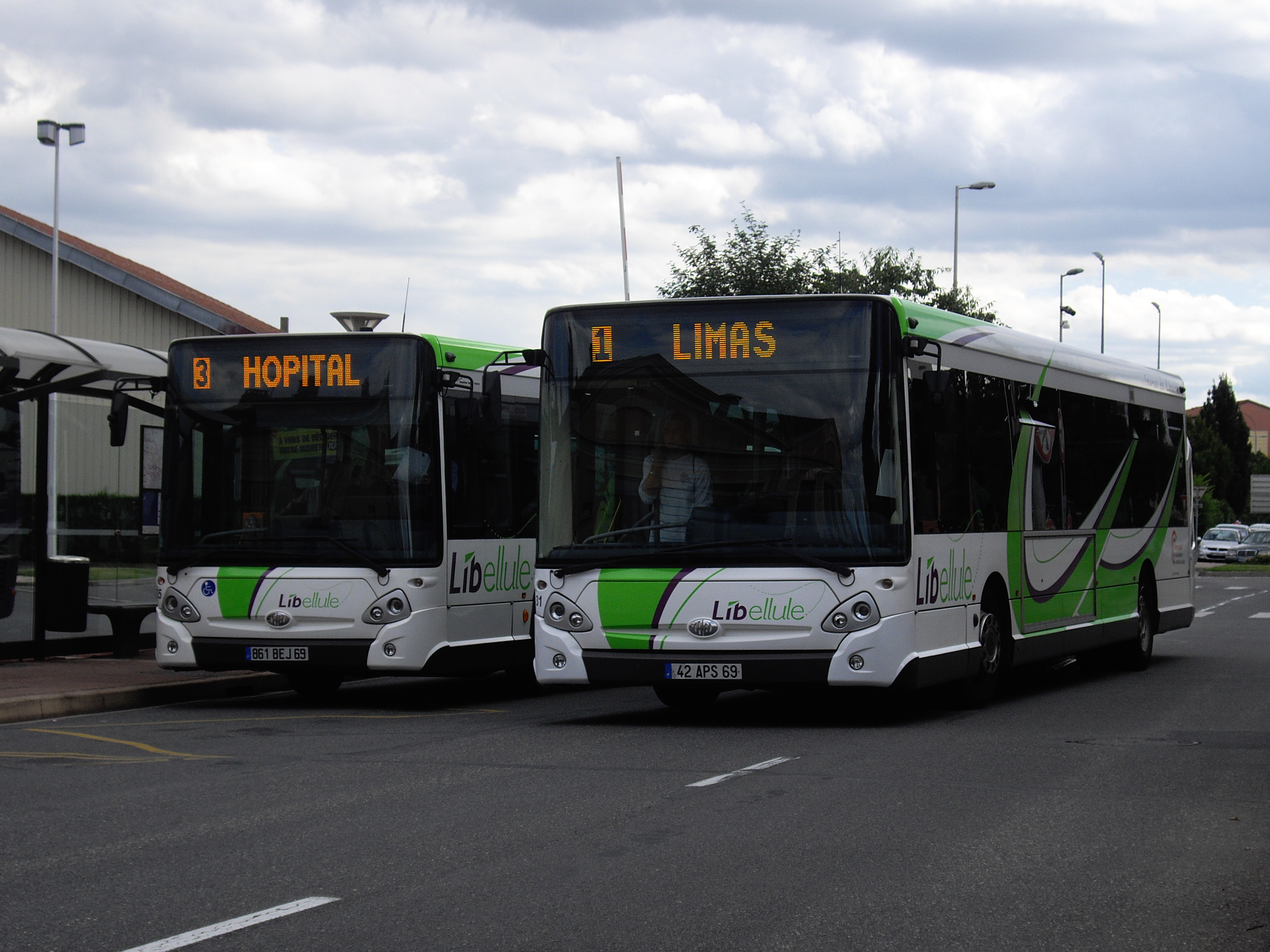
La CAVIL est desservie par le réseau Libellule

Depuis le 23 août 2010, le réseau STAV se nomme Libellule. Exploité par CarPostal Villefranche-sur-Saône, Il desservait les quatre communes de la CAVIL et la commune associée de Jassans-Riottier. Ce réseau se composait de 5 lignes régulières, 5 lignes à vocation scolaire et d'un service de transport à la demande.

### Structures sportives
La CAVIL a construit des équipements sportifs et gère des équipements sportifs qui sont : le gymnase communautaire (Limas), le complexe tennistique (Limas), le centre nautique Le Nautile (Villefranche-sur-Saône), l'espace sportif l'Escale comprenant un palais omnisports et un complexe rugbystique (Arnas) et le gymnase Albert Seguin (Villefranche-sur-Saône).